# ایون هلیاده رادولسکو
ایون هلیاده رادولسکو (انگلیسی: Ion Heliade Rădulescu; ۶ ژانویهٔ ۱۸۰۲ – ۲۷ آوریل ۱۸۷۲) شاعر، فهرست جستارنویسان، روزنامه‌نگار، ترجمه، تاریخ‌نگار، فیلسوف اهل رومانی بود.